# Convocazioni per il campionato europeo maschile under 21 di calcio 2009
Solo i giocatori nati dopo il primo gennaio 1986 sono convocabili per giocare.

## Gruppo A

### Bielorussia
Allenatore:  Jurij Kurnenin
| N. | Pos. | Giocatore             | Data nascita (età)        | Pres. | Squadra           |
| -- | ---- | --------------------- | ------------------------- | ----- | ----------------- |
| 1  | P    | Pavel Časnoŭski       | 4 marzo 1986 (23 anni)    |       | Vicebsk           |
| 2  | D    | Mikalaj Asipovič      | 29 maggio 1986 (23 anni)  |       | MTZ-RIPA Minsk    |
| 3  | D    | Aljaksandr Martynovič | 26 agosto 1987 (21 anni)  |       | Dinamo Minsk      |
| 4  | D    | Ihar Šytaŭ            | 24 ottobre 1986 (22 anni) |       | BATĖ Borisov      |
| 5  | D    | Maksim Bardačoŭ       | 18 giugno 1986 (22 anni)  |       | BATĖ Borisov      |
| 6  | C    | Sjarhei Balanovič     | 29 agosto 1987 (21 anni)  |       | Šachcër Salihorsk |
| 7  | C    | Sjarhej Kryvec        | 8 giugno 1986 (23 anni)   |       | BATĖ Borisov      |
| 8  | C    | Aljaksandr Valadz'ko  | 18 giugno 1986 (22 anni)  |       | BATĖ Borisov      |
| 9  | A    | Leanid Kovel'         | 29 luglio 1986 (22 anni)  |       | Saturn            |
| 10 | A    | Dzmitr'ij Komaroŭski  | 10 ottobre 1986 (22 anni) |       | Naftan            |
| 11 | C    | Michail Afanas'eŭ (c) | 4 novembre 1986 (22 anni) |       | Amkar Perm'       |
| 12 | P    | Arcëm Hamel'ko        | 8 dicembre 1989 (19 anni) |       | Lokomotiv Mosca   |
| 13 | C    | Aljaksandr Sačyiŭka   | 5 gennaio 1986 (23 anni)  |       | Minsk             |
| 14 | C    | Anton Putsila         | 10 giugno 1987 (22 anni)  |       | Dinamo Minsk      |
| 15 | C    | Sjarhej Kisljak       | 6 agosto 1987 (21 anni)   |       | Dinamo Minsk      |
| 16 | D    | Aleh Veracila         | 10 luglio 1988 (20 anni)  |       | Dinamo Minsk      |
| 17 | C    | Sjarhej Hihevič       | 26 gennaio 1987 (22 anni) |       | Dinamo Minsk      |
| 18 | D    | Dzmitr'ij Verchaŭcoŭ  | 10 ottobre 1986 (22 anni) |       | Naftan            |
| 19 | D    | Aljaksej Januškevič   | 15 gennaio 1986 (23 anni) |       | Šachcër Salihorsk |
| 20 | A    | Uladzimir Jurčanka    | 26 gennaio 1989 (20 anni) |       | Saturn            |
| 21 | C    | Michail Sivakoŭ       | 16 gennaio 1988 (21 anni) |       | Cagliari          |
| 22 | P    | Anton Kavaleŭski      | 2 febbraio 1986 (23 anni) |       | Naftan            |
| 23 | D    | Andrėij Čuchlej       | 2 ottobre 1987 (21 anni)  |       | Dinamo Minsk      |

### Italia
Allenatore:  Pierluigi Casiraghi
| N. | Pos. | Giocatore           | Data nascita (età)          | Pres. | Squadra    |
| -- | ---- | ------------------- | --------------------------- | ----- | ---------- |
| 1  | P    | Andrea Consigli     | 27 gennaio 1987 (22 anni)   |       | Atalanta   |
| 2  | D    | Marco Motta (c)     | 14 maggio 1986 (23 anni)    |       | Roma       |
| 3  | D    | Marco Andreolli     | 10 giugno 1986 (23 anni)    |       | Sassuolo   |
| 4  | D    | Domenico Criscito   | 30 dicembre 1986 (22 anni)  |       | Genoa      |
| 5  | C    | Piermario Morosini  | 5 luglio 1986 (22 anni)     |       | Vicenza    |
| 6  | D    | Lino Marzorati      | 12 ottobre 1986 (22 anni)   |       | Empoli     |
| 7  | C    | Ignazio Abate       | 12 novembre 1986 (22 anni)  |       | Torino     |
| 8  | C    | Claudio Marchisio   | 19 gennaio 1986 (23 anni)   |       | Juventus   |
| 9  | A    | Robert Acquafresca  | 11 settembre 1987 (21 anni) |       | Cagliari   |
| 10 | A    | Sebastian Giovinco  | 26 gennaio 1987 (22 anni)   |       | Juventus   |
| 11 | D    | Paolo De Ceglie     | 17 settembre 1986 (22 anni) |       | Juventus   |
| 12 | P    | Salvatore Sirigu    | 12 gennaio 1987 (22 anni)   |       | Ancona     |
| 13 | D    | Andrea Ranocchia    | 16 febbraio 1988 (21 anni)  |       | Bari       |
| 14 | D    | Francesco Pisano    | 29 aprile 1986 (23 anni)    |       | Cagliari   |
| 15 | D    | Salvatore Bocchetti | 30 novembre 1986 (22 anni)  |       | Genoa      |
| 16 | C    | Antonio Candreva    | 28 febbraio 1987 (22 anni)  |       | Livorno    |
| 17 | C    | Andrea Poli         | 29 settembre 1989 (19 anni) |       | Sassuolo   |
| 18 | C    | Alessio Cerci       | 23 luglio 1987 (21 anni)    |       | Atalanta   |
| 19 | A    | Alberto Paloschi    | 4 gennaio 1990 (19 anni)    |       | Parma      |
| 20 | A    | Mario Balotelli     | 12 agosto 1990 (18 anni)    |       | Inter      |
| 21 | C    | Luca Cigarini       | 20 giugno 1986 (22 anni)    |       | Atalanta   |
| 22 | P    | Andrea Seculin      | 14 luglio 1990 (18 anni)    |       | Fiorentina |
| 23 | C    | Daniele Dessena     | 10 maggio 1987 (22 anni)    |       | Sampdoria  |

### Serbia
Allenatore:  Slobodan Krčmarević
| N. | Pos. | Giocatore           | Data nascita (età)          | Pres. | Squadra               |
| -- | ---- | ------------------- | --------------------------- | ----- | --------------------- |
| 1  | P    | Željko Brkić        | 9 luglio 1986 (22 anni)     |       | Vojvodina             |
| 2  | D    | Marko Jovanović     | 23 marzo 1988 (21 anni)     |       | Partizan              |
| 3  | C    | Ljubomir Fejsa      | 14 agosto 1988 (20 anni)    |       | Partizan              |
| 4  | C    | Gojko Kačar         | 26 gennaio 1987 (22 anni)   |       | Hertha Berlino        |
| 5  | D    | Nikola Petković     | 28 marzo 1986 (23 anni)     |       | Eintracht Francoforte |
| 6  | C    | Nikola Gulan        | 23 marzo 1989 (20 anni)     |       | Monaco 1860           |
| 7  | C    | Milan Smiljanić (c) | 19 novembre 1986 (22 anni)  |       | Espanyol              |
| 8  | A    | Rade Veljović       | 9 agosto 1986 (22 anni)     |       | CFR Cluj              |
| 9  | A    | Slavko Perović      | 9 giugno 1989 (20 anni)     |       | Stella Rossa          |
| 10 | A    | Miralem Sulejmani   | 5 dicembre 1988 (20 anni)   |       | Ajax                  |
| 11 | C    | Zoran Tošić         | 28 aprile 1987 (22 anni)    |       | Manchester Utd        |
| 12 | P    | Bojan Šaranov       | 22 settembre 1987 (21 anni) |       | OFK Belgrado          |
| 13 | D    | Ivan Obradović      | 25 luglio 1988 (20 anni)    |       | Partizan              |
| 14 | D    | Nenad Tomović       | 30 agosto 1987 (21 anni)    |       | Stella Rossa          |
| 15 | D    | Nemanja Pejčinović  | 4 novembre 1987 (21 anni)   |       | Stella Rossa          |
| 16 | D    | Jagoš Vuković       | 10 giugno 1988 (21 anni)    |       | Rad Belgrado          |
| 17 | C    | Nemanja Matić       | 1º agosto 1988 (20 anni)    |       | VSS Košice            |
| 18 | C    | Marko Milinković    | 16 aprile 1988 (21 anni)    |       | VSS Košice            |
| 19 | D    | Rajko Brežančić     | 21 agosto 1989 (19 anni)    |       | Partizan              |
| 20 | C    | Dušan Tadić         | 20 novembre 1988 (20 anni)  |       | Vojvodina             |
| 21 | D    | Milan Vilotić       | 21 ottobre 1986 (22 anni)   |       | Čukarički Stankom     |
| 22 | C    | Nemanja Tomić       | 21 gennaio 1988 (21 anni)   |       | Partizan              |
| 23 | P    | Živko Živković      | 14 aprile 1989 (20 anni)    |       | Metalac               |

### Svezia
Allenatore:  Tommy Söderberg —  Jörgen Lennartsson
| N. | Pos. | Giocatore            | Data nascita (età)          | Pres. | Squadra        |
| -- | ---- | -------------------- | --------------------------- | ----- | -------------- |
| 1  | P    | Johan Dahlin         | 8 settembre 1986 (22 anni)  |       | Lyn Oslo       |
| 2  | D    | Mikael Lustig        | 13 dicembre 1986 (22 anni)  |       | Rosenborg      |
| 3  | D    | Mattias Bjärsmyr (c) | 3 gennaio 1986 (23 anni)    |       | IFK Göteborg   |
| 4  | D    | Rasmus Bengtsson     | 26 giugno 1986 (22 anni)    |       | Trelleborg     |
| 5  | D    | Emil Johansson       | 11 agosto 1986 (22 anni)    |       | Hammarby       |
| 6  | D    | Per Karlsson         | 2 gennaio 1986 (23 anni)    |       | AIK            |
| 7  | A    | Ola Toivonen         | 3 luglio 1986 (22 anni)     |       | PSV            |
| 8  | C    | Andreas Landgren     | 17 marzo 1989 (20 anni)     |       | Helsingborg    |
| 9  | A    | Marcus Berg          | 17 agosto 1986 (22 anni)    |       | Groningen      |
| 10 | A    | Denni Avdić          | 5 settembre 1988 (20 anni)  |       | Elfsborg       |
| 11 | C    | Robin Söder          | 1º aprile 1991 (18 anni)    |       | IFK Göteborg   |
| 12 | P    | Pär Hansson          | 22 giugno 1986 (22 anni)    |       | Helsingborg    |
| 13 | C    | Gustav Svensson      | 7 febbraio 1987 (22 anni)   |       | IFK Göteborg   |
| 14 | C    | Guillermo Molins     | 26 settembre 1988 (20 anni) |       | Malmö FF       |
| 15 | A    | Labinot Harbuzi      | 4 aprile 1986 (23 anni)     |       | Malmö FF       |
| 16 | C    | Pierre Bengtsson     | 12 aprile 1988 (21 anni)    |       | AIK            |
| 17 | D    | Martin Olsson        | 17 maggio 1988 (21 anni)    |       | Blackburn      |
| 18 | C    | Rasmus Elm           | 17 marzo 1988 (21 anni)     |       | Kalmar         |
| 19 | A    | Pontus Wernbloom     | 25 giugno 1986 (22 anni)    |       | IFK Göteborg   |
| 20 | C    | Emir Bajrami         | 7 marzo 1988 (21 anni)      |       | Elfsborg       |
| 21 | C    | Gabriel Özkan        | 23 maggio 1986 (23 anni)    |       | AIK            |
| 22 | D    | Joel Ekstrand        | 4 febbraio 1989 (20 anni)   |       | Helsingborg    |
| 23 | P    | Kristoffer Nordfeldt | 23 giugno 1989 (19 anni)    |       | Brommapojkarna |

## Gruppo B

### Inghilterra
Allenatore:  Stuart Pearce
| N. | Pos. | Giocatore          | Data nascita (età)          | Pres. | Reti | Squadra          |
| -- | ---- | ------------------ | --------------------------- | ----- | ---- | ---------------- |
| 1  | P    | Joe Hart           | 19 aprile 1987 (22 anni)    | 18    | 0    | Manchester City  |
| 2  | D    | Martin Cranie      | 23 settembre 1986 (22 anni) | 12    | 0    | Portsmouth       |
| 3  | D    | Andrew Taylor      | 1º agosto 1986 (22 anni)    | 12    | 0    | Middlesbrough    |
| 4  | C    | Lee Cattermole     | 21 marzo 1988 (21 anni)     | 10    | 1    | Wigan            |
| 5  | D    | Richard Stearman   | 19 agosto 1987 (21 anni)    | 3     | 0    | Wolverhampton    |
| 6  | D    | Nedum Onuoha       | 12 novembre 1986 (22 anni)  | 18    | 1    | Manchester City  |
| 7  | C    | James Milner       | 4 gennaio 1986 (23 anni)    | 42    | 8    | Aston Villa      |
| 8  | C    | Craig Gardner      | 27 novembre 1986 (22 anni)  | 11    | 2    | Aston Villa      |
| 9  | A    | Gabriel Agbonlahor | 13 ottobre 1986 (22 anni)   | 13    | 5    | Aston Villa      |
| 10 | C    | Mark Noble (c)     | 8 maggio 1987 (22 anni)     | 16    | 3    | West Ham Utd     |
| 11 | C    | Adam Johnson       | 14 luglio 1987 (21 anni)    | 15    | 4    | Middlesbrough    |
| 12 | C    | Fabrice Muamba     | 6 aprile 1988 (21 anni)     | 15    | 0    | Bolton           |
| 13 | P    | Joe Lewis          | 6 ottobre 1987 (21 anni)    | 4     | 0    | Peterborough Utd |
| 14 | A    | Theo Walcott       | 16 marzo 1989 (20 anni)     | 15    | 6    | Arsenal          |
| 15 | C    | Jack Rodwell       | 11 marzo 1991 (18 anni)     | 2     | 1    | Everton          |
| 16 | D    | James Tomkins      | 29 marzo 1989 (20 anni)     | 1     | 0    | West Ham Utd     |
| 17 | D    | Micah Richards     | 24 giugno 1988 (20 anni)    | 5     | 1    | Manchester City  |
| 18 | D    | Michael Mancienne  | 8 gennaio 1988 (21 anni)    | 12    | 1    | Chelsea          |
| 19 | D    | Kieran Gibbs       | 26 settembre 1989 (19 anni) | 3     | 2    | Arsenal          |
| 20 | C    | Andrew Driver      | 20 novembre 1987 (21 anni)  | 0     | 0    | Hearts           |
| 21 | A    | Fraizer Campbell   | 13 settembre 1987 (21 anni) | 10    | 3    | Manchester Utd   |
| 22 | P    | Scott Loach        | 27 maggio 1988 (21 anni)    | 3     | 0    | Watford          |
| 23 | C    | Danny Rose         | 2 luglio 1990 (18 anni)     | 1     | 0    | Tottenham        |

### Finlandia
Allenatore:  Markku Kanerva
| N. | Pos. | Giocatore         | Data nascita (età)          | Pres. | Squadra           |
| -- | ---- | ----------------- | --------------------------- | ----- | ----------------- |
| 1  | P    | Anssi Jaakkola    | 13 marzo 1987 (22 anni)     |       | Siena             |
| 2  | D    | Ville Jalasto     | 19 aprile 1986 (23 anni)    |       | Aalesund          |
| 3  | D    | Jukka Raitala     | 15 settembre 1988 (20 anni) |       | HJK               |
| 4  | D    | Jonas Portin      | 30 settembre 1986 (22 anni) |       | Jaro              |
| 5  | D    | Tuomo Turunen     | 30 agosto 1987 (21 anni)    |       | Honka             |
| 6  | C    | Tim Sparv (c)     | 20 febbraio 1987 (22 anni)  |       | Halmstad          |
| 7  | C    | Kasper Hämäläinen | 8 agosto 1986 (22 anni)     |       | TPS               |
| 8  | C    | Mehmet Hetemaj    | 8 dicembre 1987 (21 anni)   |       | Paniōnios         |
| 9  | A    | Berat Sadik       | 14 settembre 1986 (22 anni) |       | Arminia Bielefeld |
| 10 | C    | Nicholas Otaru    | 15 luglio 1986 (22 anni)    |       | Honka             |
| 11 | A    | Jarno Parikka     | 21 luglio 1986 (22 anni)    |       | HJK               |
| 12 | P    | Jon Masalin       | 29 gennaio 1986 (23 anni)   |       | HamKam            |
| 13 | D    | Pyry Kärkkäinen   | 10 novembre 1986 (22 anni)  |       | HJK               |
| 14 | D    | Joni Aho          | 12 aprile 1986 (23 anni)    |       | Inter Turku       |
| 15 | C    | Ilari Äijälä      | 30 settembre 1986 (22 anni) |       | MyPa              |
| 16 | C    | Përparim Hetemaj  | 12 dicembre 1986 (22 anni)  |       | AEK Atene         |
| 17 | C    | Juha Hakola       | 27 ottobre 1987 (21 anni)   |       | Heracles Almelo   |
| 18 | C    | Jussi Vasara      | 14 maggio 1987 (22 anni)    |       | Honka             |
| 19 | A    | Aleksandr Kokko   | 6 aprile 1987 (22 anni)     |       | Honka             |
| 20 | A    | Teemu Pukki       | 29 marzo 1990 (19 anni)     |       | Siviglia          |
| 21 | D    | Petri Viljanen    | 3 febbraio 1987 (22 anni)   |       | Haka              |
| 22 | D    | Joona Toivio      | 4 aprile 1988 (21 anni)     |       | AZ Alkmaar        |
| 23 | P    | Jukka Lehtovaara  | 15 marzo 1988 (21 anni)     |       | TPS               |

### Germania
Allenatore:  Horst Hrubesch
| N. | Pos. | Giocatore          | Data nascita (età)         | Pres. | Squadra             |
| -- | ---- | ------------------ | -------------------------- | ----- | ------------------- |
| 1  | P    | Manuel Neuer       | 27 marzo 1986 (23 anni)    | 15    | Schalke 04          |
| 2  | D    | Andreas Beck       | 13 marzo 1987 (22 anni)    | 22    | Hoffenheim          |
| 3  | D    | Sebastian Boenisch | 1º febbraio 1987 (22 anni) | 10    | Werder Brema        |
| 4  | D    | Benedikt Höwedes   | 29 febbraio 1988 (21 anni) | 11    | Schalke 04          |
| 5  | D    | Jérôme Boateng     | 3 novembre 1988 (20 anni)  | 8     | Amburgo             |
| 6  | D    | Dennis Aogo        | 14 gennaio 1987 (22 anni)  | 20    | Amburgo             |
| 7  | C    | Patrick Ebert      | 17 marzo 1987 (22 anni)    | 10    | Hertha Berlino      |
| 8  | C    | Sami Khedira (c)   | 4 aprile 1987 (22 anni)    | 11    | Stoccarda           |
| 9  | A    | Ashkan Dejagah     | 5 luglio 1986 (22 anni)    | 16    | Wolfsburg           |
| 10 | C    | Mesut Özil         | 15 ottobre 1988 (20 anni)  | 11    | Werder Brema        |
| 11 | A    | Marko Marin        | 13 marzo 1989 (20 anni)    | 7     | Borussia M'gladbach |
| 12 | P    | Florian Fromlowitz | 2 luglio 1986 (22 anni)    | 12    | Hannover 96         |
| 13 | A    | Sandro Wagner      | 29 novembre 1987 (21 anni) | 5     | Duisburg            |
| 14 | C    | Fabian Johnson     | 11 dicembre 1987 (21 anni) | 4     | Monaco 1860         |
| 15 | D    | Mats Hummels       | 16 dicembre 1988 (20 anni) | 10    | Borussia Dortmund   |
| 16 | D    | Daniel Schwaab     | 23 agosto 1988 (20 anni)   | 14    | Friburgo            |
| 17 | C    | Dennis Grote       | 9 agosto 1986 (22 anni)    | 14    | Bochum              |
| 18 | C    | Daniel Adlung      | 1º ottobre 1987 (21 anni)  | 5     | Wolfsburg           |
| 19 | C    | Änis Ben-Hatira    | 18 luglio 1988 (20 anni)   | 3     | Duisburg            |
| 20 | C    | Gonzalo Castro     | 11 giugno 1987 (22 anni)   | 16    | Bayer Leverkusen    |
| 21 | D    | Marcel Schmelzer   | 22 gennaio 1988 (21 anni)  | 1     | Borussia Dortmund   |
| 22 | A    | Chinedu Ede        | 5 febbraio 1987 (22 anni)  | 5     | Duisburg            |
| 23 | P    | Tobias Sippel      | 22 marzo 1988 (21 anni)    | 1     | Kaiserslautern      |

### Spagna
Allenatore:  Juan Ramón López Caro
| N. | Pos. | Giocatore          | Data nascita (età)         | Pres. | Reti | Squadra           |
| -- | ---- | ------------------ | -------------------------- | ----- | ---- | ----------------- |
| 1  | P    | Roberto            | 10 febbraio 1986 (23 anni) | 6     | 0    | Recreativo Huelva |
| 2  | D    | Miguel Torres      | 28 gennaio 1986 (23 anni)  | 12    | 0    | Real Madrid       |
| 3  | D    | Nacho Monreal      | 26 febbraio 1986 (23 anni) | 6     | 0    | Osasuna           |
| 4  | C    | Javi García        | 8 febbraio 1987 (22 anni)  | 8     | 0    | Real Madrid       |
| 5  | D    | Marc Torrejón      | 18 febbraio 1986 (23 anni) | 8     | 0    | Espanyol          |
| 6  | C    | Javi Martínez      | 2 settembre 1988 (20 anni) | 7     | 0    | Athletic Bilbao   |
| 7  | C    | Sisi               | 22 aprile 1986 (23 anni)   | 10    | 2    | Recreativo Huelva |
| 8  | C    | Raúl García (c)    | 11 luglio 1986 (22 anni)   | 17    | 1    | Atlético Madrid   |
| 9  | A    | Bojan              | 28 agosto 1990 (18 anni)   | 8     | 3    | Barcellona        |
| 10 | C    | José Manuel Jurado | 29 giugno 1986 (22 anni)   | 15    | 5    | Maiorca           |
| 11 | C    | Esteban Granero    | 2 luglio 1987 (21 anni)    | 8     | 2    | Getafe            |
| 12 | D    | César Azpilicueta  | 28 agosto 1989 (19 anni)   | 5     | 0    | Osasuna           |
| 13 | P    | Sergio Asenjo      | 28 giugno 1989 (19 anni)   | 7     | 0    | Real Valladolid   |
| 14 | D    | Sergio Sánchez     | 3 aprile 1986 (23 anni)    | 3     | 0    | Espanyol          |
| 15 | D    | Chico              | 6 marzo 1987 (22 anni)     | 2     | 0    | Almería           |
| 16 | D    | Iván Marcano       | 23 giugno 1987 (21 anni)   | 0     | 0    | Racing Santander  |
| 17 | C    | Diego Capel        | 16 febbraio 1988 (21 anni) | 7     | 2    | Siviglia          |
| 18 | C    | Mario Suárez       | 24 febbraio 1987 (22 anni) | 3     | 0    | Maiorca           |
| 19 | A    | Xisco              | 26 giugno 1986 (22 anni)   | 8     | 3    | Newcastle Utd     |
| 20 | A    | Jonathan Pereira   | 12 maggio 1987 (22 anni)   | 2     | 0    | Racing Santander  |
| 21 | A    | Adrián             | 8 gennaio 1988 (21 anni)   | 3     | 1    | Malaga            |
| 22 | C    | Pedro León         | 24 novembre 1986 (22 anni) | 3     | 0    | Real Valladolid   |
| 23 | P    | Antonio Adán       | 13 maggio 1987 (22 anni)   | 1     | 0    | Real M. Castilla  |